# 酥油灯会
酥油灯会的起源据说是宗喀巴在世将圆寂时，梦见一个美妙的景象，醒来告诉弟子，嗣后夺中为纪念他渐梦，所以每年冬季在阴凉的地窖里用酥油制成宗教史上的许多事件和各种花卉，于晚间陈列数小时，表示梦境。其形式是在灯背设木架，木架上用酥油塑制各种山川人物、龙蛇鸟兽，灯架高者可达一、二丈，灯架前点燃很多酥油灯。